# Recently, My Sister Is Unusual
Saikin, Imouto no Yousu ga Chotto Okashiin Da Ga. (яп. 最近、妹のようすがちょっとおかしいんだが。 Сайкин, Имо:то но Ё:су га Тётто Окаси:н Да Га, «Сейчас моя сестра малость сама не своя»), также просто ImoCho — манга авторства Мари Мацудзавы, выходящая с ноября 2010 года. В январе 2014 года состоялась премьера аниме-сериала, основанного на манге. Была адаптирована писателем Когэцу Микадзуки в ранобэ, первый том которого выпущен издательством Fujimi Shobo 18 января 2014 года.

## Сюжет
Мицуки Кандзаки, ученица старшей школы, обретает старшего сводного брата, когда её разведённая мать повторно выходит замуж за мужчину, у которого есть сын. Вскоре родители уезжают по работе за границу, оставляя её с братом одних в доме. Мицуки не чувствует к новообретённому брату симпатии, чувствует себя брошенной матерью и замыкается в себе.
Однажды Мицуки встречает призрака девушки, назвавшейся Хиёри. Она привязывается к Мицуки, объясняя это тем, что не может попасть в рай, пока не исполнит своё желание. Её желанием является Юя, брат Мицуки, в которого Хиёри была влюблена при жизни. Для исполнения своего желания Хиёри надевает на Мицуки пояс верности. На поясе имеется счётчик, увеличивающийся, когда Мицуки получает удовольствие от близости с Юей, и приближающий Хиёри к вратам рая. Чтобы избавиться от пояса и надоедливой Хиёри, Мицуки предстоит соблазнить собственно брата, пусть и сводного.

## Персонажи

### Главные персонажи
- Мицуки Кандзаки (яп. 神前 美月 Кандзаки Мицуки)

Главная героиня повествования. Живёт со своим сводным братом после второго брака матери. В своё время была в плохих отношениях со своим родным отцом, из-за чего охладела к окружающим людям. Была поймана Хиёри, призраком, которая при помощи Мицуки планирует соблазнить Юю и попасть в рай. Мицуки не горит желанием помогать Хиёри, но узнаёт, что отказавшись, может умереть. Из-за этого ей приходится терпеть пояс верности и сближаться со своим сводным братом
Сэйю — Тинами Хасимото
- Юя Кандзаки (яп. 神前 夕哉 Кандзаки Ю:я)

Сводный брат Мицуки. Стремится наладить тёплые отношения со своей новой сестрой. Так как он рос без матери, то довольно плохо понимает женщин, а в частности плохо понимает чувства Мицуки. Обладает добрым характером, однако зачастую из-за своих добрых намерений попадает сам и ставит других в неловкое положение. Наивен и плохо понимает намёки. Убеждён, что пояс верности Мицуки — всего лишь элемент необычного косплея.
Сэйю — Дзюндзи Мадзима
- Хиёри Котобуки (яп. 寿 日和 Котобуки Хиёри)

Дух умершей девушки, манипулирующий Мицуки для соблазнения Юи. Способна вселяться в тело Мицуки. Ничего не помнит о своей жизни кроме того, что была влюблена в Юю. Не помнит даже своё настоящее имя, из-за чего использует имена героев детской сказки в качестве имени и фамилии. Вселяясь в Мицуки обнаруживает, что любит заниматься спортом и весьма преуспевает во многих видах. Обычно невидима для других людей, однако иногда всё же Юя и остальные видят её, не придавая значения тому, что Хиёри может в это время парить в воздухе.
Сэйю — Юй Огура
- Юкина Киритани (яп. 桐谷 雪那 Киритани Юкина)

Подруга детства Юи, ныне его соседка. В детстве была к нему близка, исполняя роль скорее старшей сестры. Однако в те времена обладала как мальчишеским характером, так и внешностью. Выросши, влюбляется в Юю и меняет свою внешность и свой характер на более женственные, чтобы понравится ему. Впоследствии понимает намерения Мицуки и считает её соперницей.
Сэйю — Хисако Канэмото

### Другие
- Сётаро Тории (яп. 鳥井 正太郎 Тории Сё:таро:) — одноклассник и лучший друг Юи. Постоянно погружается в эротические фантазии на тему инцеста, наблюдая за Юей и Мицуки. Тоже имеет сестру, однако сильно не ладит с ней, в частности из-за его извращённой натуры. Способен не задумываясь флиртовать с любой девушкой любого возраста. В том числе флиртовал с Нанами, тётей Мицуки.

Сэйю — Ясуаки Такуми
- Нэко (яп. 根子) — одноклассница Юи, тихая девушка, носящая очки. Судя по её поведению, знает о ситуации, в которую попали Мицуки и Хиёри. Несколько раз ненавязчиво помогала Мицуки сблизиться с братом, в частности доставая билеты в аквапарк, который принадлежит её отцу. Достоверно не известна её роль в данной ситуации, однако она предположительно может являться наблюдателем. Сама Нэко является вежливой и скромной, воздерживается от открытых нарядов, предпочитает исключительно закрытый купальник. Объясняет это жёсткой семейной политикой.

Сэйю — Микой Сасаки
- Нанами Акэсака (яп. 明坂 七海 Акэсака Нанами) — тётя Мицуки, любительница выпить. Следит за Юи и Мицуки, пока их родители находятся в отъезде.

Сэйю — Куми Сакума
- Моа Тории (яп. 鳥井 萌亜 Тории Моа) — младшая сестра Сотаро, ученица средней школы. Находится в плохих отношениях с братом. Часто говорит, что мечтает иметь такого брата, как Юи. Во время постоянных споров с Сотаро обзывает его лысым, несмотря на его пышную шевелюру.

Сэйю — Аими Тэракава

## Аниме
| Зрительский рейтинг    | Зрительский рейтинг    | Зрительский рейтинг    |
| (на 7 февраля 2015 г.) | (на 7 февраля 2015 г.) | (на 7 февраля 2015 г.) |
| ---------------------- | ---------------------- | ---------------------- |
| Сайт                   | Оценка                 | Голосов                |
| AniDB                  | · ссылка               | 552                    |
| Anime News Network     | · ссылка               | 184                    |

Премьера аниме-сериала состоялась на каналах Tokyo MX и SUN 4 января 2014 года. Аниме создано на студии Project No.9. Режиссёр — Хироюки Хата, сценарист — Хидэюки Курата, композитор — Рёсукэ Наканиси. OVA-эпизод выпущен на Blu-ray 30 апреля 2014 года в качестве бонуса к ограниченному изданию семнадцатого тома манги. На территории Северной Америки аниме лицензировано компанией Discotek Media.

### Список серий
| № серии | Название | Трансляция      |
| ------- | --- | --------------- |
| 1       | Мицуки SOS «Мицуки Эсуо:эсу» (美月SOS)                                                                      | 4 января 2014   |
| 2       | Сияющий средь бури «Араси но Нака дэ Кагаяитэ» (嵐の中で輝いて)                                             | 11 января 2014  |
| 3       | Тяжело висящий фрукт «Тававана Кадзицу» (たわわな果実)                                                      | 18 января 2014  |
| 4       | Ловец сердец Хиёри «Ха:токятти Хиёри-тян» (ハートキャッチ日和ちゃん)                                        | 25 января 2014  |
| 5       | Бестелесный грабитель «Икэнай Боди Сунаття:» (いけないボディ・スナッチャー)                                 | 1 февраля 2014  |
| 6       | О! Призрак «О:! Юрэй Нингэн» (おお! 幽霊人間)                                                               | 8 февраля 2014  |
| 7       | Пошарим? Клубная деятельность «Тэсагури? Букацу Моно» (てさぐり? 部活もの)                                  | 15 февраля 2014 |
| 8       | Наедине друг с другом в океанариуме «Футарикири но Суйдзокукан» (二人きりの水族館)                          | 22 февраля 2014 |
| 9       | Боевой обогреватель и железный шеф-повар «Баторухи:та: андо Рё:ри но Тэцудзин» (バトルヒーター＆料理の鉄人) | 1 марта 2014    |
| 10      | Мицуки Кандзаки хочет пожить спокойно «Кандзаки Мицуки ва Сидзукани Кураситай» (神前美月は静かに暮らしたい) | 8 марта 2014    |
| 11      | Призрак 〜Фантом в ванной〜 «Го:суто Ню:ёку но Мабороси» (ゴースト〜入浴の幻〜)                             | 15 марта 2014   |
| 12      | Прощай, Хиёри «Саёнара Хиёри-тян» (さよなら日和ちゃん)                                                      | 22 марта 2014   |